# Artemisia absinthium
Artemisia absinthium, tên gọi phổ thông ngải đắng, ngải áp xanh (Absinth), khổ hao Trung Á, là một loài thực vật có hoa trong họ Cúc. Loài này được Carl Linnaeus mô tả khoa học đầu tiên năm 1753.

## Từ nguyên
Tính từ định danh absinthium là tiếng Latinh, bắt nguồn từ tiếng Hy Lạp cổ ἀψίνθιον (apsínthion). Tới lượt mình, từ apsínthion có lẽ là vay mượn từ tiếng Armenia cổ աւշինդր (awšindr).

## Mô tả
Cây thảo, sống lâu năm, thơm, cao 60-150 cm, hơi hóa gỗ ở gốc, có lông lụa xám trắng hoặc có lông tơ mềm áp ép. Thân 1-3. Các lá sát gốc: cuống lá 6-12 cm; phiến lá hình elip-hình trứng hoặc hình trứng, 8-12 × 7-9 cm, 2 hoặc 3 lá lông chim xẻ tới sát gân giữa; các đoạn 4 hoặc 5 cặp, các thùy lông chim; các tiểu thùy hình mác-hình elip hoặc -thẳng, 8-15 × 2-4(-7) mm, đỉnh tù. Các lá thân giữa: cuống lá 2-6 cm; phiến lá hình trứng hoặc hình elip-hình trứng, 2 lá lông chim xẻ tới sát gân giữa; các tiểu thùy thẳng-hình mác, (8-)10-25 × 2-3(-5) mm. Các lá trên cùng 4-6 × 2-4 cm, lá lông chim xẻ tới sát gân giữa hoặc 5 thùy; các lá bắc dạng lá với 3 thùy hoặc nguyên; thùy hình mác hoặc thẳng-hình mác. Các cụm hoa kép thường là chùy hoa hình nón rộng; các nhánh cấp 1 thẳng, mọc thẳng lên hoặc tỏa rộng lệch ít hay nhiều, dài tới 30 cm và các nhánh cấp 2 dài tới 12 cm. Cụm hoa  hình đầu có cuống ngắn, đu đưa. Tổng bao 3-4 hàng, hình cầu hoặc hình gần cầu, đường kính 2,5-3,5(-4) mm, các lá bắc tổng bao ngoài cùng nhất thẳng, dài ~3 mm, màu xanh lục, có lông màu hoa râm áp ép, các lá bắc trong hình trứng hay hình trứng rộng-hình tròn, 1,5-2,5 x 1,25-2 mm, chủ yếu là khô xác; đế hoa hình bán cầu hoặc phẳng ít hay nhiều, rậm lông tơ màu trắng. Chiếc hoa nhiều, màu vàng. Chiếc hoa cái ở mé ngoài 15-25, hữu sinh; tràng hoa màu vàng, 2 răng lệch, dài ~1,25 mm, các nhánh vòi nhụy tỏa ngang, thò ra. Chiếc hoa ở đĩa hoa 30-70(-90), lưỡng tính, hữu sinh; tràng hoa màu vàng, hình chuông, dài 1,5-2 mm, 5 răng, nhẵn nhụi. Quả dạng quả bế 2 lá noãn, thuôn dài-hình trụ, 0,8-1 mm, có vành miện hoa ở đỉnh hoặc không. Ra hoa và tạo quả tháng 8-9. 2n = 18.

## Mẫu định danh
Lectotype: Herb. Clifford: 404, Artemisia No. 7, lưu giữ tại Bảo tàng Lịch sử Tự nhiên ở London, Anh (BM).

## Phân bố
Loài bản địa châu Âu lục địa, Bắc Phi và châu Á (từ Thổ Nhĩ Kỳ, Tây Nam Á tới Tây Siberia, Trung Á, Tây Himalaya) nhưng đã du nhập vào đảo Anh, châu Mỹ, Eritrea, Ethiopia, Trung Quốc, Nhật Bản, Đài Loan, Nam Á, Đông Nam Á, Australia. Tại Việt Nam được du nhập và trồng tại các khu vực Đà Lạt, Sa Pa, Tam Đảo. Môi trường sống là sườn đồi, thảo nguyên, bụi rậm, bìa rừng, thường mọc ở những nơi ẩm ướt cục bộ; cao độ 1.100-1.500m.

## Thành phần
Ngải đắng chứa các chất có vị đắng thuộc nhóm các sesquiterpene lactone; absinthin với hàm lượng 0,20 - 0,28%, là thành phần chính của các chất có vị đắng này. Tinh dầu ngải đắng chứa tới 0,2 - 0,8% và chứa (-) - thujone, (+) - isothujone, thujyl alcohol và các ester của nó, chamazulene cũng như các monoterpene và sesquiterpene khác. Trong các nghiên cứu của Bailen et al. (2013) và của Gonzalez-Coloma et al. (2013) thì nhóm các tác giả Gonzalez-Coloma đã phát hiện ra một kiểu hóa chất (chemotype) không tạo ra β-thujone mà chứa các terpenoid không thấy ở những nơi khác.

## Sử dụng
Ngải đắng là một thành phần trong rượu mạnh absinthe, và nó cũng được dùng để tạo hương vị trong một số loại rượu mạnh và rượu vang khác, bao gồm rượu đắng, bäsk, vermouth và pelinkovac. Trong y học, nó được dùng để điều trị chứng khó tiêu, do vị đắng giúp người ta thấy thèm ăn, cũng như để điều trị một số chứng bệnh nhiễm trùng khác, như bệnh Crohn và bệnh Berger (IgAN).